# Pasi Nurminen
Pour les articles homonymes, voir Nurminen (homonymie).
Temple de la renommée finlandais : 2012
Pasi Nurminen (né le 17 décembre 1975 à Lahti en  Finlande) est un ancien gardien de but professionnel de hockey sur glace.

## Carrière en club
Il commence sa carrière en 1994 dans le championnat Élite de Finlande, la SM-liiga. Il évolue alors avec l'équipe de Lahden Reipas. Par la suite, il va garder les buts de Imatran Ketterä en première division puis en 1996, il rejoint les Pelicans Lahti toujours en première division.
En 1998, il joue une saison dans la SM-liiga pour le HPK Hämeenlinna puis rejoint les rangs du Jokerit Helsinki. À l'issue de cette première saison avec le Jokerit, il remporte le titre de meilleur gardien de la saison et gagne le trophée Urpo-Ylönen. Il est également sélectionné dans l'équipe type de la saison.
En 2001, il participe au repêchage d'entrée dans la Ligue nationale de hockey et est choisi lors de la sixième ronde par les Thrashers d'Atlanta (189e joueur choisi). Il décide de rejoindre l'Amérique du Nord mais ne fait immédiatement ses débuts dans la LNH. Il passe la saison dans la Ligue américaine de hockey avec les Wolves de Chicago, équipe affiliée à la franchise des Thrashers. Il remporte alors la Coupe Calder ainsi que le trophée Jack-A.-Butterfield du meilleur joueur des séries éliminatoires.
Il passe toute la saison 2002-2003 avec les Thrashers profitant d'une blessure du gardien titulaire, Byron Dafoe, pour jouer une cinquantaine de matchs.
Lors du lock-out de la LNH en 2004-2005, il commence la saison avec les Pelicans de son pays avant de rejoindre l’Elitserien, championnat Élite de Suède. Il joue alors pour l'équipe Malmö Redhawks. Malgré tout, l'équipe connaît une saison assez mauvaise et est reléguée en seconde division suédoise.
Il met fin à sa carrière à la suite de problèmes sérieux au genou. Il fait aujourd'hui partie de l'équipe de sa ville natale en tant qu'entraîneur des gardiens et possède une partie du club.

### Trophées et honneurs personnels
- SM-liiga
  - 1999-2000 - meilleur gardien (trophée Urpo-Ylönen) et sélectionné dans l'équipe type de la saison
  - Joueur du mois de septembre 2000
- Ligue américaine de hockey
  - 2001-2002 - meilleur joueur des séries (trophée Jack-A.-Butterfield) et remporte la Coupe Calder avec les Wolves de Chicago

## Carrière internationale
Il représente la Finlande lors des compétitions internationales suivantes :
Championnat du monde
- 2000 -  Médaille de bronze
- 2001 -  Médaille d'argent
- 2003 - 5e place
- 2005 - 7e place

Jeux olympiques d'hiver
- 2002 - 6e place